# Placówka Straży Celnej „Łebki”

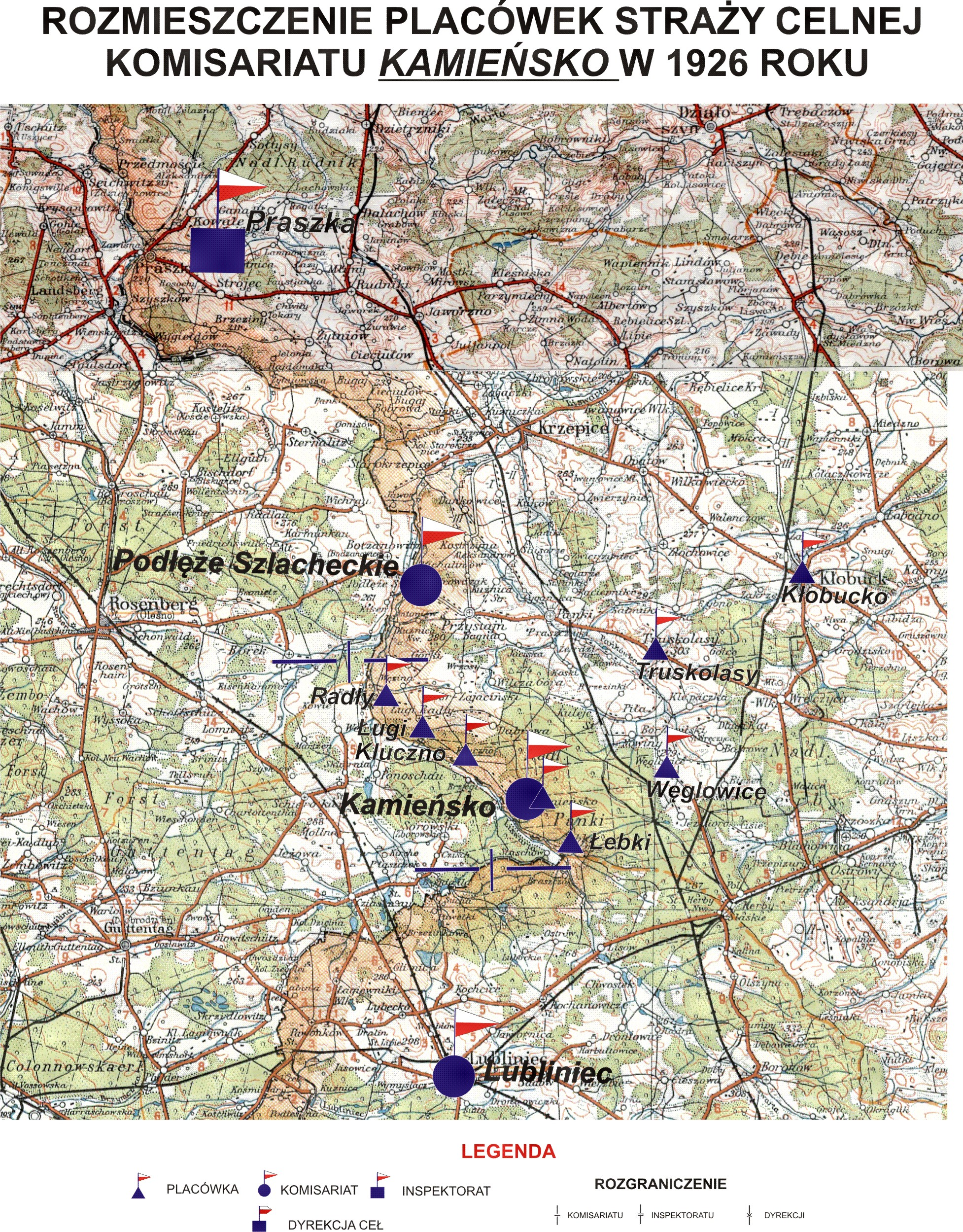
Rozmieszczenie placówek komisariatu SC „Kamińsko”

Placówka Straży Celnej „Łebki” – jednostka organizacyjna Straży Celnej pełniąca w okresie międzywojennym służbę ochronną na granicy polsko-niemieckiej.

## Formowanie i zmiany organizacyjne
W 1921 roku w Herbach stacjonował sztab 2 kompanii 4 batalionu celnego. 2 kompania celna jedną ze swoich placówek wystawiła w Łebkach. 
Na wniosek Ministerstwa Skarbu, uchwałą z 10 marca 1920 roku, powołano do życia Straż Celną. Od połowy 1921 roku jednostki Straży Celnej rozpoczęły przejmowanie odcinków granicy od pododdziałów Batalionów Celnych. Proces tworzenia Straży Celnej trwał do końca 1922 roku. Placówka Straży Celnej „Łebki” weszła w podporządkowanie komisariatu Straży Celnej „Kamińsko” z Inspektoratu SC „Praszka”.
W drugiej połowie 1927 roku przystąpiono do gruntownej reorganizacji Straży Celnej. W praktyce skutkowało to rozwiązaniem tej formacji granicznej. Ochronę północnej, zachodniej i południowej granicy państwa przejęła powołana z dniem 2 kwietnia 1928 roku  Straż Graniczna.
Rozkazem nr 10 z 5 listopada 1929 roku w sprawie reorganizacji Śląskiego Inspektoratu Okręgowego komendant Straży Granicznej płk Jan Jur-Gorzechowski powołał komisariat Straży Granicznej „Herby”. Placówka Straży Granicznej I linii „Łebki” znalazła się w jego strukturze.

## Funkcjonariusze placówki
Kierownicy placówki
- (650)[a] starszy strażnik Zenon Matuszewski – (był w 1926)[10]

Obsada personalna w 1927

- (650) starszy strażnik Zenon Matuszewski
- (835) strażnik Ignacy Gierak
- (1044) strażnik Baltazar Hajdzik
- (1027) strażnik Piotr Łaski
- (651) strażnik Ignacy Matelski
- (891) strażnik Jan Małycha
- (658) strażnik Jan Nowak
- (1021) strażnik Józef Niedzielski
- (714) strażnik Władysław Siekierski
- (793) strażnik Gracjan Kuziemski
- (675) strażnik Józef Werwiński
- (719) strażnik Władysław Zarębski